# Peugeot Type 32
Pour les articles homonymes, voir Type 32.
La Peugeot Type 32 est un modèle d'automobile produit par le constructeur français Peugeot en 1900.